# 高畠長信
高畠 長信（たかばたけ ながのぶ、生年不詳―天文8年12月（1540年1月以降））は、戦国時代の武将。細川氏の家臣。通称は与三・与十郎。弟に高畠長直がいる。
高畠氏の出身については2説ある。長信の弟である長直の生涯を論じた黒田紘一郎は山城国鳥羽高畠荘（現在の京都市南区上鳥羽高畠町付近）出身とし、細川氏京兆家の取次について研究した馬部隆弘は阿波国名西郡高畠村（現在の徳島県石井町）出身とする。前者であれば細川政元と山城国の国衆のつながりから、後者であれば阿波守護家（讃州家）出身の細川澄元が細川政元の養子になった際に三好之長と共に澄元に付けられて上洛して、細川氏の宗家である京兆家に登用されたと考えられる。
永正の錯乱の際に細川澄之を討って京兆家の家督を継いだ澄元の下で取次を務めたが、京兆家の内衆（家臣）から澄元の側近である三好之長・高畠長信・忠阿弥が勝手な振舞いをしていると糾弾され、細川高国が澄元に叛旗を翻すとその多くが高国に従ったと伝えられている。之長は澄元軍の中核、忠阿弥は澄元の同朋衆、長信は澄元の文書発給を担っていたとみられる。
その後も、澄元および後を継いだ細川晴元に仕えてその勢力挽回を助け、三好元長（之長の孫）が討たれると、後任の山城下守護代となって京都支配を担当し、代わって弟の長直が晴元の取次を務めた。三好氏と高畠氏は讃州家系の京兆家が成立して以来の古参の重臣であり、前者は大身として諸大名との取次を担当し、後者は主君（澄元・晴元）に近侍して取次を行ったとみられているが、三好氏の宗家を継いだ三好長慶と庶流の出身で出頭人としての要素を持つ三好政長が対立すると高畠氏もこの争いに巻き込まれることになる（馬部隆弘によれば、三好・高畠両氏とほぼ同格とみられているのは、摂津国の国衆ながら永正の錯乱以来一環として澄元・晴元を支持していた芥川氏であった）。
山下真理子は、三好政長による天文7年（1538年）の山城下郡への段銭賦課の事例を遡及させ、政長は天文年間の初期から京都を支配していたと推察していたが、馬部隆弘は、これは誤りであると指摘し、政長の京都支配は天文7年以降であることを明らかにした。そして、天文初年から7年頃までは、高畠長信が行政を、柳本家の家臣たちが軍事・警察を担い京都支配を行っていたと結論づけた。
天文8年（1539年）に三好長慶と三好政長が対立すると、長信は政長方に加わったが、『鹿苑日記』天文8年12月30日条によればこの争いの中で殺害されたと言う。また、長慶と親しかった弟の長直は立場を失って一時出奔したという。
なお、長信もしくは長直の子と推定される高畠与三郎という武士の義母が内侍所に仕えた「ごい（五位）」という女房で、彼女が与三郎やその息子の徳夜叉（「ごい」の外孫）のために山科言継に対して度々相談している。『言継卿記』天文18年（1548年）10月2日条には同月5日が徳夜叉の父（与三郎）の100か日であることが記されている。同年6月24日に行われた江口の戦いで長直が戦死したと伝えられているため、与三郎も同様であったとみられる。